# Fairy-Marsh-District
Fairy-Marsh-Districts, music for sunken monasteries & castle moats is een muziekalbum van Picture Palace Music. Het album bevat Tangerine Dreamachtige muziek, zonder dat Edgar Froese (leider van TD) meespeelde. Een aantal tracks zijn bewerkingen van muziek opgenomen voor het album Somnambulistic Tunes.

## Musici
- Thorsten Quaeschning – synthesizers, dwarsfluit, gitaar, slagwerk, percussie
- Sacha Beator – synthesizer (track 1, 2 en 4)
- Kai Hanuschika – percussie (9) en slagwerk (6)
- Vincent de Quizam – akoestische gitaar (1, 3)
- Don Wuttke – akoestische gitaar (9)
- Thomas Beator – bouzouki (4)
- Nadine Gomez – viool (1, 6)

## Muziek
| Nr. | Titel                                                                               | Duur |
| --- | ----------------------------------------------------------------------------------- | ---- |
| 1.  | Juffer Vey’s Minnesong (Quaeschning/Quiram)                                         |      |
| 2.  | Spring-water-fall (Quaeschning)                                                     |      |
| 3.  | Fairies & Friaries (Quiram/ Quaeschning)                                            |      |
| 4.  | Damsel’s dive (Beator/ Quaeschning)                                                 |      |
| 5.  | Nun exclusive (restant van Faust) (Quaeschning)                                     |      |
| 6.  | Marsh Mellow Dea/n martins Gans/z oder gar nicht/s destotrotz (Faust) (Quaeschning) |      |
| 7.  | Help, murder help (Somnambulistic Tunes) (Quaeschning)                              |      |
| 8.  | Lunatic Asylum (Somnambulistic Tunes) (Quaeschning)                                 |      |